# Verbrauchermesse
Eine Verbrauchermesse (auch: Publikumsmesse oder Besuchermesse) ist eine Messe, die sich öffentlich an Verbraucher, also Endkunden, als Publikum richtet.
Zu unterscheiden ist sie von einer Fachmesse, bei der akkreditierte Fachbesucher einen Anteil von mehr als 50 % ausmachen. Teilweise lassen Fachmessen gar keinen Publikumsverkehr zu. Umgekehrt kennen die meisten Verbrauchermessen auch den Besuch von Fachbesuchern, doch liegt der Schwerpunkt auf dem Besuch von Verbrauchern.
Die meisten Verbrauchermessen bieten nur Waren einer bestimmten Kategorie (z. B. Unterhaltungselektronik, Autos, Reisen) an. Charakteristisch ist dabei das Vorhandensein sowohl von Herstellern als auch von Einzelhandelsunternehmen. Während die Hersteller dort in der Regel zur Pflege des Markenimages teilnehmen und Neuheiten präsentieren, steht für die Einzelhändler meist der direkte Umsatz im Vordergrund.
Bei großen Verbrauchermessen wird für den Besuch oft ein Eintrittsgeld erhoben.
Eine Liste der deutschen Verbrauchermessen kann im Messekalender von Messeninfo.de eingesehen werden.